# Annalena Baerbock
Annalena Charlotte Alma Baerbock (pronunciado /anaːˌleːnaː ˈbɛːɐ̯ˌbɔk/ (escucharⓘ)) (Hannover, Baja Sajonia, Alemania Occidental, 15 de diciembre de 1980) es una política y diplomática alemana. En junio de 2025 fue elegida para presidir la Asamblea General de la ONU para el 80 periodo de sesiones, siendo la quinta mujer en asumir el puesto. Antigua colíder del partido Alianza 90/Los Verdes (2018-2022), de 2013 a 2025, ocupó un escaño en el Parlamento Federal Alemán. Del 8 de diciembre de 2021 hasta el 6 de mayo de 2025 fue ministra federal de Asuntos Exteriores en el Gabinete Scholz.
De 2018 a 2022, Baerbock se desempeñó como colíder de Alianza 90/Los Verdes, junto con Robert Habeck. Fue la candidata a canciller del partido en las elecciones federales de 2021, lo que fue la primera candidatura a la cancillería para los Verdes, y fue, después de Angela Merkel, solo la segunda mujer en ser nominada a canciller de Alemania. Después de las elecciones, los Verdes formaron una coalición semáforo dirigida por Olaf Scholz del Partido Socialdemócrata de Alemania (SPD) y con el Partido Democrático Libre (FDP) como tercer socio de coalición, y Baerbock prestó juramento como la primera ministra de Asuntos Exteriores de Alemania el 8 de diciembre de 2021.

## Biografía
Nacida en Hannover, Alemania Occidental, en 1980, Baerbock se crio en una aldea cerca de esta ciudad. Estudió Ciencias Políticas en la Universidad de Hamburgo y Derecho Público Internacional en la Escuela de Economía y Ciencia Política de Londres. Fue elegida por primera vez para el Bundestag en 2013. De 2012 a 2015, fue miembro del consejo del partido Alianza 90/Los Verdes y de 2009 a 2013 líder del grupo estatal de su partido en Brandeburgo.

### Primeros años y educación
Baerbock es hija de una trabajadora social y un ingeniero mecánico que trabajó para WABCO. Después de vivir inicialmente en Núremberg, durante varios años, se mudó a vivir a una antigua granja reconstruida que era propiedad de su familia en Schulenburg, que es parte de Pattensen, cerca de Hannover en Baja Sajonia. Allí creció con sus dos hermanas y dos primas. Cuando era niña, se unió a sus padres en las protestas contra la guerra y contra la energía nuclear organizadas o apoyadas por el Partido Verde. Asistió a la Escuela Humboldt en Hannover y a la edad de 16 años, pasó un año de intercambio en la escuela preparatoria Lake Highland en Orlando, Florida.
Cuando era adolescente, Baerbock fue una gimnasta de trampolín competitiva, participó en campeonatos alemanes y ganó el bronce tres veces.
De 2000 a 2004, Baerbock estudió Ciencias Políticas y Derecho Público en la Universidad de Hamburgo. También trabajó como periodista para el Hannoversche Allgemeine Zeitung de 2000 a 2003. Realizó prácticas en la Norddeutscher Rundfunk, la Deutsche Presseagentur y el Consejo de Europa.
En 2005, Baerbock completó un curso de maestría de un año en Derecho Internacional Público en la Escuela de Economía de Londres (EEL). Durante su tiempo en la LSE, se quedó en el Carr-Saunders Hall en Fitzrovia. En 2005, fue pasante en el Instituto Británico de Derecho Internacional y Comparado (BIICL). También comenzó una disertación sobre desastres naturales y ayuda humanitaria en la Universidad Libre de Berlín, pero no la terminó.

### Carrera temprana
Después de sus estudios, Baerbock trabajó de 2005 a 2008 en la oficina de la eurodiputada Elisabeth Schroedter. En 2008 y 2009, trabajó como asesora en política exterior y de seguridad del grupo parlamentario de la Alianza 90/Los Verdes en el Bundestag.

### Carrera política

#### Inicios

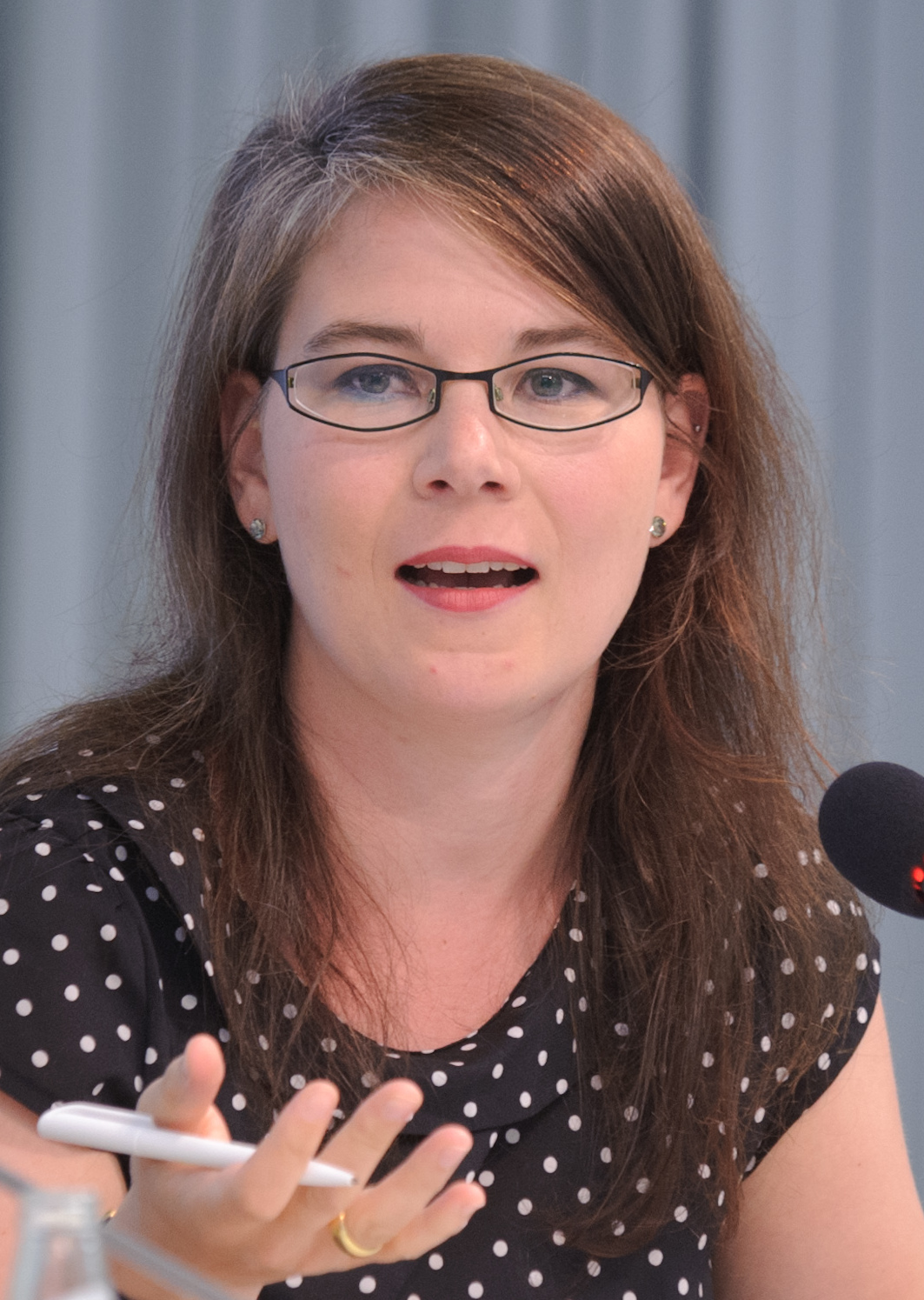
Baerbock en 2012.

Baerbock se convirtió en miembro de Alianza 90/Los Verdes en 2005. En octubre de 2008, fue elegida miembro de la junta ejecutiva de la asociación estatal de su partido en Brandeburgo. Al año siguiente, sucedió a Ska Keller como copresidenta de la junta (con Benjamin Raschke), cargo que ocupó hasta 2013.
Baerbock se desempeñó como portavoz nacional del grupo de trabajo del Partido Verde sobre asuntos europeos de 2008 a 2013. De 2009 a 2012, fue miembro de la junta ejecutiva del Partido Verde Europeo, bajo el liderazgo de los copresidentes Philippe Lamberts y Monica Frassoni.

#### Miembro del Bundestag alemán: 2013-presente
En 2009, Baerbock se postuló sin éxito para un lugar en la lista electoral de su partido para las elecciones federales. En 2013, fue candidata del Partido Verde en la circunscripción de Potsdam - Potsdam-Mittelmark II - Teltow-Fläming II y también se aseguró el primer lugar en la lista electoral del partido para el Estado de Brandeburgo. A través de la lista electoral, se convirtió en miembro del Bundestag.
Durante su primer mandato, Baerbock fue miembro de la Comisión de Asuntos Económicos y Energía y de la Comisión de Asuntos Europeos. En su grupo parlamentario, se desempeñó como portavoz de política climática. En esta última capacidad, participó en las Conferencias de Cambio Climático de las Naciones Unidas en Varsovia (2013), Lima (2014), París (2015) y Marrakech (2016).
Además de sus asignaciones en comités, Baerbock se desempeñó como vicepresidenta del Círculo Parlamentario de Amigos de Berlín-Taipéi y miembro del Grupo de Amistad Parlamentario Alemán-Polaco desde 2014 hasta 2017.
En las elecciones de 2017, Baerbock volvió a ser la principal candidata en el estado de Brandeburgo y retuvo su escaño en el Parlamento. Después de las elecciones, fue miembro del equipo negociador del Partido Verde en las fallidas negociaciones de coalición con la CDU/CSU y el FDP. Desde entonces ha sido miembro del Comité de Familias, Tercera Edad, Mujer y Juventud.

#### Colíder del Partido Verde: 2018-2022

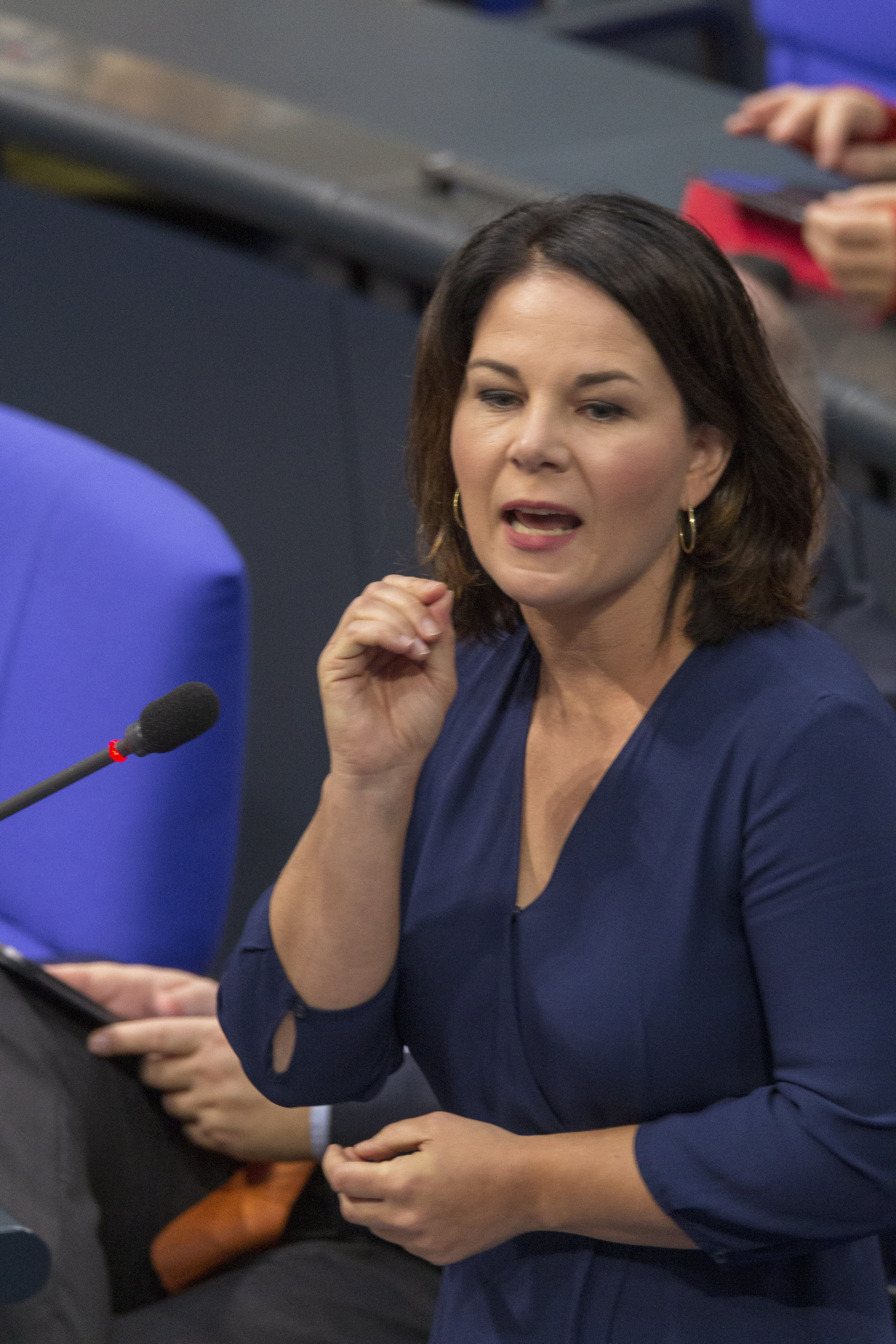
Baerbock hablando en el Bundestag, octubre de 2020.

El 27 de enero de 2018, en la convención nacional del Partido Verde en su ciudad natal de Hannover, Baerbock fue elegida como una de los dos presidentes de su partido a nivel federal, junto con Robert Habeck. Obtuvo el 64% de los votos, más que su rival, Anja Piel. En una convención del partido de 2019, fue reelegida con el 97,1% de los votos, el resultado más alto para un presidente del partido.
En las negociaciones para formar un gobierno de coalición bajo el liderazgo del Ministro-Presidente de Brandeburgo Dietmar Woidke después de las elecciones estatales de 2019, Baerbock fue miembro de la delegación de su partido.

#### Candidatura a canciller: 2021
El 19 de abril de 2021, la junta federal de los Verdes nominó oficialmente a Baerbock como candidata a canciller de Alemania, para las elecciones federales de 2021, la primera vez que el partido nominó a un solo candidato en lugar de colíderes. Esto se confirmó formalmente en el congreso del partido del 11 al 13 de junio. Baerbock es la segunda mujer después de Angela Merkel en buscar el cargo más alto del gobierno. Fue además la segunda persona más joven en postularse a canciller, solo tras Guido Westerwelle, el candidato a canciller más joven de la historia, quien tenía solo 12 días menos el día de las elecciones de 2002. El 12 de junio de 2021, Baerbock fue confirmada como candidata a canciller tras recibir el 98,5% de los votos de confirmación. En las elecciones federales alemanas de 2021, volvió a presentarse en el distrito electoral de Potsdam – Potsdam-Mittelmark II – Teltow-Fläming II, esta vez contra el candidato a canciller Olaf Scholz. Perdió la circunscripción ante Scholz por más de 15.000 votos, pero, no obstante, fue elegida para el Bundestag a través de la lista electoral verde en Brandeburgo.
Según estudios realizados por el Fondo Marshall Alemán y el Instituto para el Diálogo Estratégico, fuentes respaldadas por el estado alemán y ruso han apuntado a Baerbock, difundiendo una gran cantidad de desinformación, desde suposiciones falsas sobre los Verdes hasta sexismo explícito, como la imagen que circula en línea que muestra la cara de Baerbock retocada con Photoshop en un cuerpo femenino desnudo con la leyenda "Era joven y necesitaba el dinero".
Bajo el liderazgo de Baerbock, los Verdes obtuvieron el 14,8 % del voto nacional en 2021 y 118 escaños en el Bundestag, el mejor resultado en la historia del partido. Sin embargo, el desempeño se consideró un tanto decepcionante ya que el partido terminó tercero después de haber liderado algunas encuestas a principios de año.

#### Ministra de Asuntos Exteriores: 2021-2025
Tras las elecciones de 2021, los Verdes acordaron entrar en el gobierno con el FDP y los socialdemócratas, como parte de una "coalición semáforo" liderada por Olaf Scholz. Baerbock fue nombrada ministra de Asuntos Exteriores y asumió el cargo el 8 de diciembre de 2021, siendo la primera mujer en ocupar el cargo.
Baerbock visitó Varsovia en diciembre de 2021 para reunirse con el ministro de Relaciones Exteriores de Polonia, Zbigniew Rau. Discutieron la disputa de Polonia con la UE sobre el estado de derecho y la superioridad de la ley de la Unión Europea. Baerbock respaldó los esfuerzos de Polonia para detener el flujo de inmigrantes que buscan ingresar desde Bielorrusia. Rechazó la idea de pagar reparaciones de la Segunda Guerra Mundial a Polonia. Alemania todavía afirma que Polonia renunció a todos los derechos de reparación en virtud del acuerdo de 1953 y que la disputa está resuelta. Polonia rechaza este punto de vista, afirmando que el gobierno polaco estaba entonces bajo el dominio de la Unión Soviética y que su negativa de 1953 no es vinculante.
El 23 de diciembre de 2021, Baerbock advirtió que Afganistán "se dirige hacia la peor catástrofe humanitaria de nuestro tiempo", con el colapso de importantes sectores económicos y más de 24 millones de personas que necesitan asistencia humanitaria. Ella dijo: "No podemos permitir que cientos de miles de niños mueran porque no queremos tomar medidas". También prometió acelerar la evacuación de más de 15.000 afganos vulnerables, incluido el personal que trabajaba para Alemania y sus familiares.

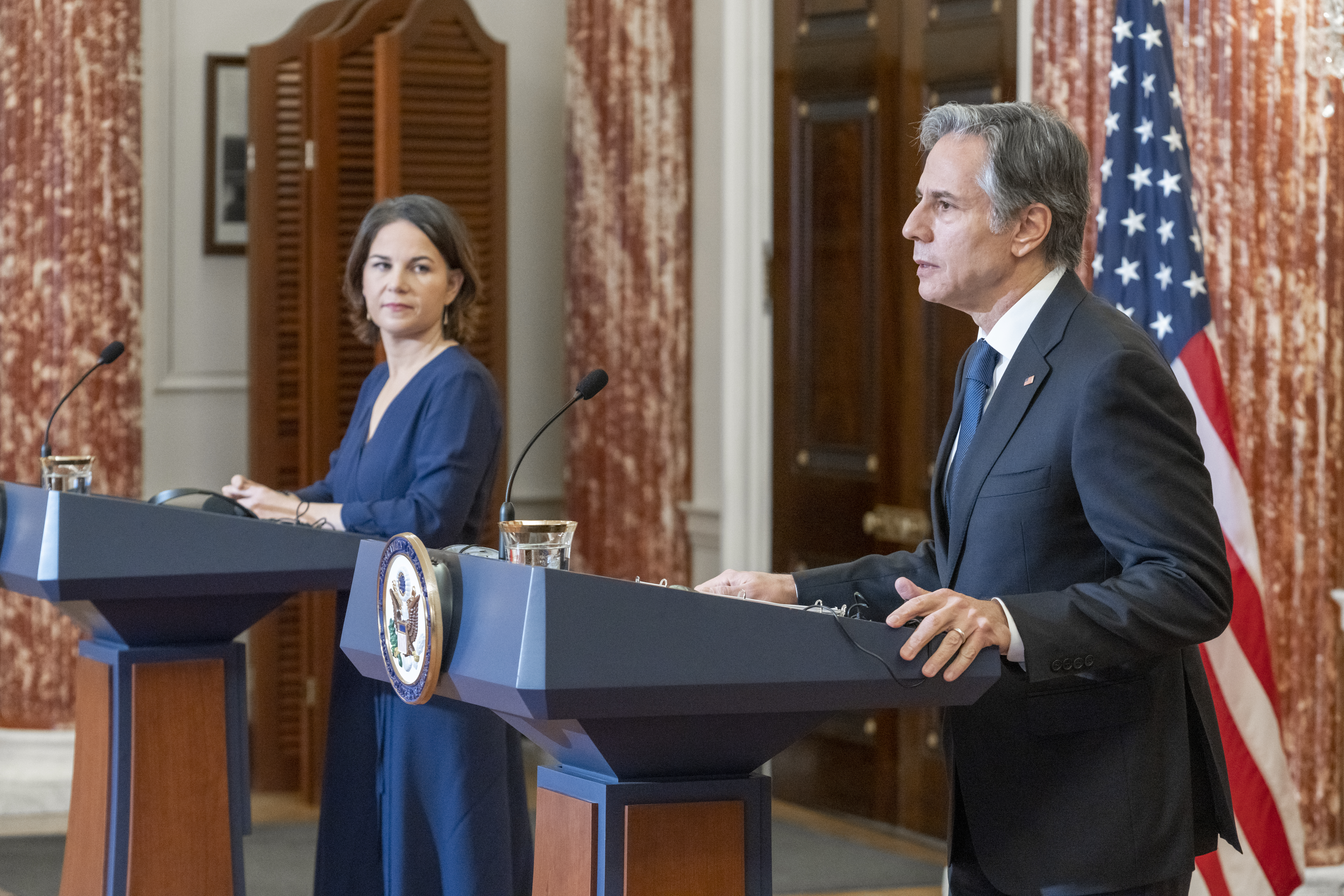
La Ministra de Asuntos Exteriores Baerbock con el Secretario de Estado Antony Blinken en Washington D. C., Estados Unidos, en enero de 2022.

En enero de 2022, Baerbock se negó a suministrar armas alemanas a Ucrania en medio de las crecientes tensiones en la frontera entre Ucrania y Rusia, mientras que los aliados de la OTAN, incluido Estados Unidos, optaron por enviar armas en apoyo de Ucrania. Después de la invasión rusa de Ucrania en febrero de 2022, argumentó en contra de bloquear el acceso ruso a SWIFT. Tras la masacre de Bucha en abril de 2022, expulsó a 40 diplomáticos y personal de la embajada rusa de Berlín, uniéndose a otros países de la Unión Europea en su respuesta a los presuntos crímenes de guerra cometidos por las tropas rusas en Ucrania. También en abril de 2022, fue anfitriona de una conferencia de donantes durante la cual los gobiernos europeos e internacionales acordaron extender 659,5 millones de euros (718,6 millones de dólares) en ayuda a Moldavia, que albergaba a más de 100.000 refugiados de Ucrania en ese momento.

#### Asamblea General de la ONU  2025
En junio de 2025 fue elegida para presidir la  la Asamblea General de la ONU para el 80 periodo de sesiones que arranca el 10 de septiembre. Su candidatura se negoció y acordó en el seno de los países de la Unión Europea. Logró el apoyo de 167 países (se requería una mayoría simple de 88 votos) frente a los siete votos que logró su compatriota Helga Smith. Catorce países se abstuvieron en una votación secreta. Antes que Baerbock, solo cuatro mujeres han asumido este puesto, la última fue la ecuatoriana María Fernanda Espinosa elegida para el periodo de 2018-2019 presidendo el 73 periodo de sesiones. La primera mujer que presidió la Asamble aGeneral fue la india Vijaya Lakshmi Pandit (1969-1970) en el 8º periodo, le siguió Angie Brooks de Liberia (1969-1970) en l 24ª periodo de sesiones y Haya Rashed al Jalifa de Baréin (2006-2007) en el 61º periodo de sesiones.

## Posiciones políticas

### Política exterior

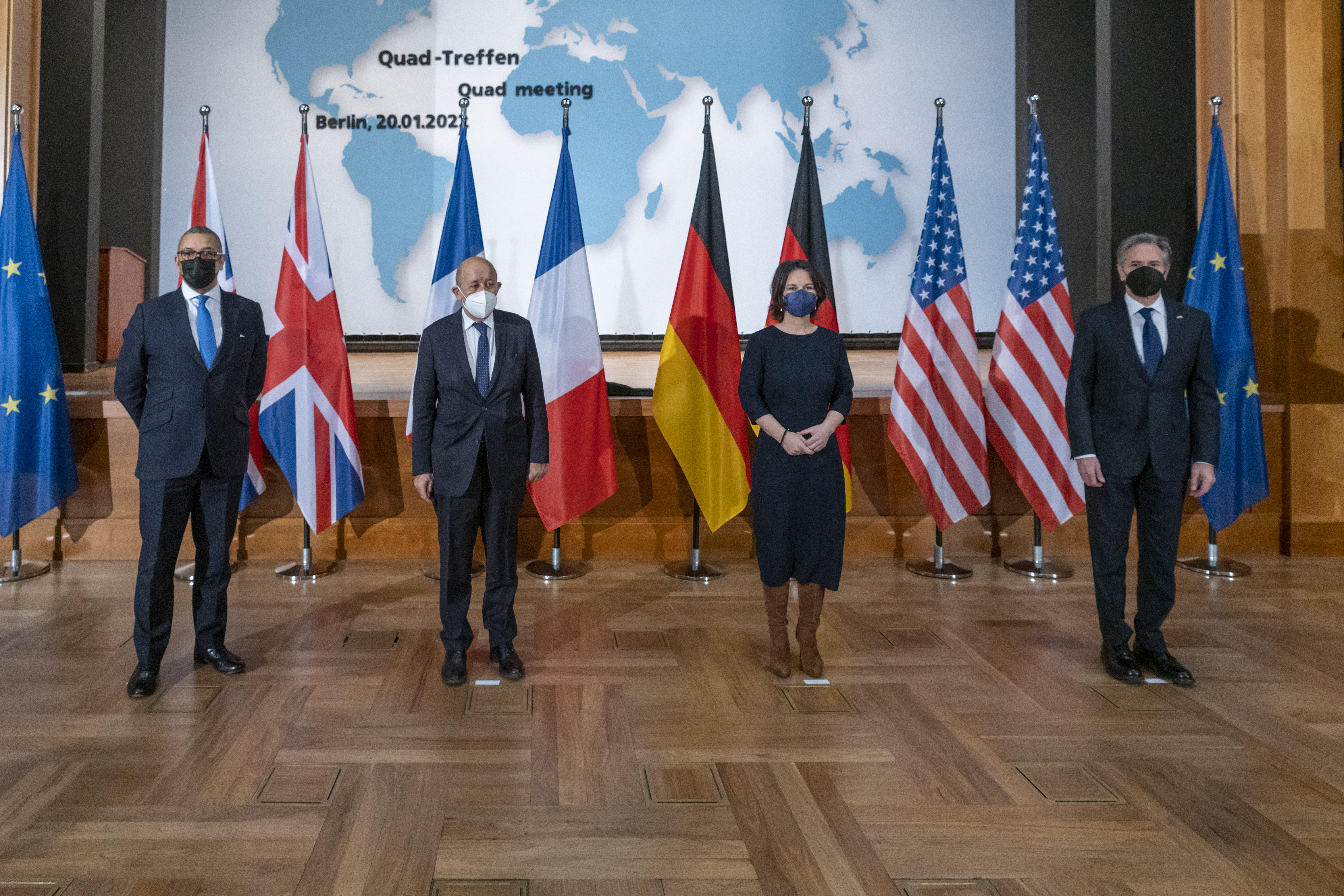
La ministra alemana Baerbock y el ministro francés Jean-Yves Le Drian como ministros de Relaciones Exteriores de los Estados miembros de la Unión Europea en una reunión con el Secretario de Estado Antony Blinken y el ministro de Estado del Reino Unido para Medio Este, África del Norte y América del Norte James Cleverly en Berlín, 2022.

Se considera que Baerbock adopta una línea centrista en defensa y presiona por una política exterior común de la UE más fuerte, especialmente contra Rusia y China. Ha propuesto una política exterior pospacifista, llamando a un ejército europeo bajo la supervisión del Parlamento Europeo y esbozando los pasos hacia la desnuclearización de Alemania en consulta con los aliados. Ella apoya la expansión hacia el este de la OTAN y la cooperación con los Estados Unidos. En noviembre de 2020, dijo: "Europa ha estado girando sobre sí misma durante años, la administración Trump le dio la espalda al mundo. Los estados autoritarios llenan el vacío que surgió. Eso lleva a que Rusia o Turquía se vuelvan activos en nuestro vecindario, y la UE, como en el caso de Nagorno-Karabaj, queda fuera". En diciembre de 2021, Baerbock propuso una política exterior "basada en valores" junto con otras democracias europeas y socios de la OTAN, y pidió a la UE que aplicara sanciones contra el líder serbobosnio Milorad Dodik.
Baerbock parece haber adoptado una postura proisraelí en respuesta a la conflicto entre Israel y Palestina de 2021. Ella calificó el número de resoluciones de la ONU que critican a Israel como "absurdo en comparación con las resoluciones contra otros estados".

### Política energética, climática y medioambiental

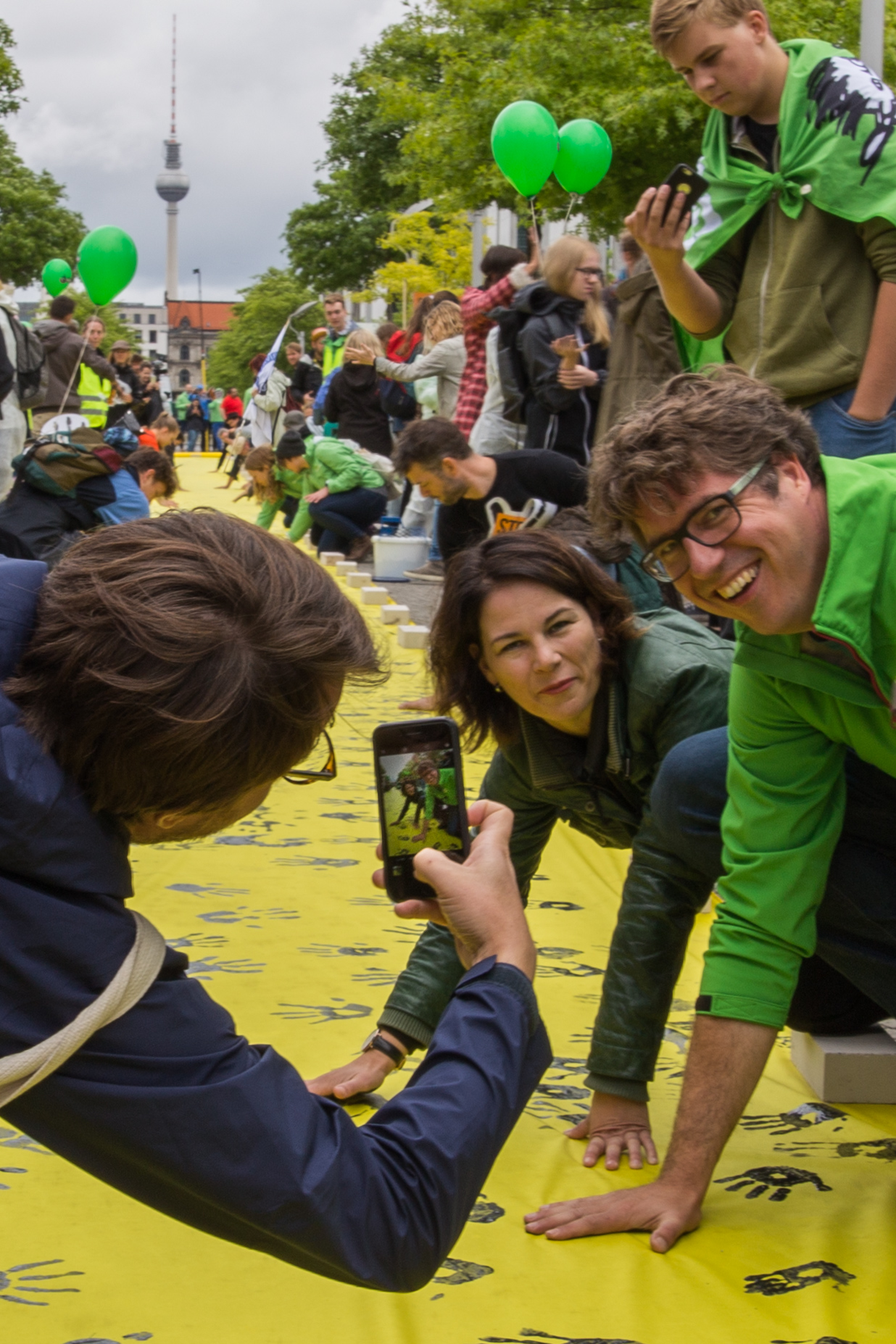
Baerbock con el secretario del Partido Verde alemán, Michael Kellner, en una protesta contra el carbón en Berlín, 2018.

Baerbock se ha pronunciado a favor de un acuerdo verde europeo y transatlántico. Ha citado la necesidad de transferencia tecnológica para que los países de todo el mundo puedan limitar el aumento de la temperatura global a 1,5 °C, como se describe en el Acuerdo de París.
Baerbock ha pedido que el carbón se elimine gradualmente en Alemania para 2030, la implementación de un límite de velocidad de 130 kilómetros por hora (81 mph) y la restricción del registro de automóviles a automóviles libres de emisiones "para 2030 a más tardar". Ha dicho que "los subsidios agrícolas deben estar orientados al bien común" y que las poblaciones animales y la producción de carne deben "reducirse de manera muy significativa". Baerbock también ha dicho que "la política climática no está en contradicción con la economía" y que desea preservar el estatus de Alemania como ubicación industrial "hasta el siglo XXI, a la luz del acuerdo climático de París". Ella apoya la producción de acero climáticamente neutro para el clima y ha expresado su apoyo a las tarifas climáticas –impuestos internacionales sobre bienes que son intensivos en carbono—. Según sus políticas, los vuelos domésticos alemanes se volverán "superfluos" para 2035, mediante el fortalecimiento de la red ferroviaria.
Cuando el Tribunal Constitucional Federal de Alemania dictaminó que las reducciones de gases de efecto invernadero establecidas en la Ley de Protección del Clima eran insuficientes el 29 de abril de 2021, Baerbock ofreció la posibilidad de establecer objetivos concretos de reducción de gases de efecto invernadero en caso de que su partido participara en el gobierno federal. También pidió que la cuota para la expansión anual de fuentes de energía renovable se duplique para mediados de la década de 2020. Baerbock ha dicho que la destrucción ambiental causada por el cambio climático se está volviendo cada vez más costosa.
Baerbock se opone al proyecto de gasoducto Nord Stream 2 entre Rusia y Europa.
Baerbock se opone a la energía nuclear. En 2021, se opuso a una propuesta de la UE para etiquetar la energía nuclear como una fuente de energía verde.

### Inmigración
En medio de la crisis migratoria europea en 2015, Baerbock se unió a los parlamentarios verdes Luise Amtsberg, Franziska Brantner, Manuel Sarrazin y Wolfgang Strengmann-Kuhn para pedir más responsabilidades para la Comisión Europea en la gestión de la entrada de refugiados en la UE, un mandato claro para la Agencia Europea de la Guardia de Fronteras y Costas y las instalaciones gestionadas por la UE para solicitantes de asilo en sus países de origen.

## Controversias

### Controversia de plagio
En junio de 2021, el libro de Baerbock Jetzt. Wie wir unser Land erneuern (Ahora. Cómo renovamos nuestro país) fue objeto de escrutinio por plagio, con 12 pasajes destacados como idénticos a otras fuentes, como blogs, artículos de noticias y el programa de los Verdes. Su partido denunció las acusaciones como una campaña negativa y afirmó su apoyo a Baerbock. Prometió agregar fuentes y citas en ediciones posteriores, pero luego anunció que retiraría el libro por falta de tiempo.

### Controversia de ingresos
En mayo de 2021, varios medios de comunicación informaron que Baerbock se había retrasado en declarar a la administración del Parlamento alemán un total de 25,500 euros en ingresos adicionales que había recibido en el transcurso de tres años -2018, 2019 y 2020- en su calidad de líder de su partido.

### Controversia de becas
Desde abril de 2009 hasta diciembre de 2012, Baerbock fue becaria de doctorado de la Fundación Heinrich Böll y recibió una beca de más de €48.000. La Fundación Böll está sujeta a una restricción de financiación del Ministerio de Investigación, que establece que las personas que "trabajaron durante más de una octava parte de las horas laborales semanales normales" o realizaron "alguna otra actividad que utilice predominantemente la mano de obra de la persona patrocinada" deben  no recibir una beca. En ese momento, era presidenta de los Verdes en el estado de Brandeburgo, miembro de la junta de los Verdes y portavoz del Grupo de Trabajo Federal sobre Europa. El portavoz de los Verdes dijo: "El enfoque principal de la Sra. Baerbock durante estos años fue trabajar en su proyecto de doctorado. El compromiso político-partidista, esencialmente voluntario, tuvo lugar por las noches y los fines de semana". Baerbock nunca terminó su tesis doctoral, Naturkatastrophen und humanitäre Hilfen im Völkerrecht, y la fundación rescindió su solicitud de devolución del apoyo económico otorgado.

### Otras controversias
En junio de 2021, se informó que Baerbock había exagerado su participación en el German Marshall Fund y el Alto Comisionado de las Naciones Unidas para los Refugiados (ACNUR).

## Otras actividades

### Juntas corporativas
- KfW, Miembro Ex officio de la Junta de Directores de Supervisión (desde 2021)[91]

### Organizaciones sin ánimo de lucro
- Villa Vigoni – Centro Germano-Italiano para el Diálogo Europeo, Miembro Ex officio del Patronato (desde 2021)[92]
- Fundación Alexander von Humboldt, Miembro Ex officio del Patronato (desde 2021)[93]
- Consejo Europeo de Relaciones Exteriores (ECFR), Miembro (desde 2020)[94]
- Fundación Leo Baeck, Miembro del Patronato[95]
- Federación Alemana para el Medioambiente y la Conservación (BUND), Miembro

Desde 2020, Baerbock participa en el programa Jóvenes Líderes Globales del Foro Económico Mundial, un grupo que ha asesorado a representantes políticos como Emmanuel Macron, Sanna Marin y Jacinda Ardern.

## Vida personal
Baerbock está casada con Daniel Holefleisch, un consultor político que trabaja en el Deutsche Post desde el 2017. La pareja tiene dos hijas, nacidas en el 2011 y 2015. En el 2013 la familia se mudó desde Berlín al distrito Nauener Vorstadt de Potsdam, Brandeburgo.
Baerbock es  miembro de la Iglesia evangélica en Alemania. Ella se describe como no religiosa, pero frecuentemente visita la iglesia a causa de que "la idea de reunión es extremadamente importante" para ella.